# ۲۰ نوامبر
۲۰ نوامبر سیصد و بیست و چهارمین (در سال‌های کبیسه سیصد و بیست و پنجمین) روز سال در گاه‌شماری میلادی است. ۴۱ روز تا پایان سال باقی‌است.

## رویدادها
- ۲۸۴ - دیوکلتیان امپراتور روم شد.
- ۱۶۱۲ - انعقاد عهدنامه نصوح پاشا میان ایران صفوی و امپراتوری عثمانی
- ۱۹۴۱ - جنگ جهانی دوم - نبرد روستوف: نیروهای آلمانی در طی عملیات بارباروسا شهر روستوف-نا-دونو در شوروی را به تصرف خود درآوردند.
- ۱۹۹۸ - آغاز ساخت ایستگاه فضایی بین‌المللی در مدار زمین

## زادروزها
- ۱۹۲۴ - بنوآ مندلبرات، ریاضی‌دان فرانسوی-آمریکایی
- ۱۸۹۰ – جان کیرک، دوچرخه‌سوار اهل بریتانیا (د. ۱۹۵۱)

## درگذشت‌ها
- ۱۹۱۰ - لئو تولستوی، نمایشنامه‌نویس و نویسنده روس
- ۱۹۷۶ - تروفیم لیسنکو، زیست‌شناس اوکراینی
- ۲۰۱۲ - لیلی کرنیک، شاعر فلسطینی. [۱]

## مناسبت‌ها
- روز جهانی کودک[۲]
- روز جهانی گسترش صنعت در آفریقا